# Nunu Abashidze
Nunu Abashidze (Novovolynsk, 27 de marzo de 1955) es una atleta soviética retirada especializada en la prueba de lanzamiento de peso, en la que ha conseguido ser medallista de bronce europea en 1982.

## Carrera deportiva
En el Campeonato Europeo de Atletismo de 1982 ganó la medalla de bronce en el lanzamiento de peso, llegando hasta los 20.82 metros, siendo superada por la alemana Ilona Slupianek que con 21.59 metros batió el récord de los campeonatos, y la checoslovaca Helena Fibingerová (plata con 20.94 m).